# 毛富利-世界上最后一只树袋熊

毛富利-世界上最后一只树袋熊（西班牙文标题：Mofli, el último koala）是一部1986年出品的西班牙电视动画片。 

## 情节简介
在21世纪初，世界上只剩下最后一只树袋熊（考拉），它的名字叫毛富利。它有两个人类朋友，时常和它玩耍并保护它，还有一个见钱眼开的马戏团老板，雇佣了猎人想要抓住毛富利。